# 選舉管理委員會 (日本)
选举管理委员会（日语：／*/?，简称：选管委、选管）是指为了管理日本各团体内的选举而设立的机构。
以下将对日本总务省设立的中央选举管理会以及地方公共团体如都道府县、市町村（或特别区）和政令指定都市的行政区内设立的选举管理委员会进行说明。

## 中央选举管理会
中央选举管理会（日语：／*/?）是根据《公职选举法》第5条第2款设立的总务省特别机关。该机构负责处理众议院议员总选举、参议院议员常规选举中比例代表产生部分以及最高裁判所裁判官国民审查事务，同时也负责审核政党的法人资格，以确定其是否符合接受政党交付金的条件。
该会由5名委员组成，除国会议员外，其他具有参议院被选举权的人士将根据国会决定进行指名，并由内阁总理大臣任命。在指名时，必须确保不超过3名来自同一政党的委员。目前，该会由自由民主党推荐2名、立憲民主党推荐1名、公明党推荐1名和日本维新会推荐1名组成。委员长将从委员中产生。任期为3年。截至令和5年1月15日，现任委员长为宫里猛（自民党推荐，律师）。其他委员：门山泰明（自民党推荐，律师、前总务省自治行政局長）、神本美惠子（立憲党推薦，前参议院议员）、西博义（公明党推荐，前众议院议员）和桥本雅史（维新会推薦，前参議院事務总長）。
现任的预备委员有：元宿仁（自民党推薦、自由民主党总部事务总长）、阿部信吾（自民党推薦、自由民主党事务局长）、平川憲之（立憲党推薦、立憲民主党职员）、鱼住裕一郎（公明党推薦、前参議院议員）和岛松洋一（维新会推薦, 日本维新の会事务局长）。
中央选举管理会事务局的职能由总务省自治行政局选举部负责，选举相关事务由管理课处理，政党相关事务则由政治资金课负责。

## 地方公共团体的选举管理委员会
选举管理委员会是行政委员会之一，根据《地方自治法》第181条第1款设立于普通地方公共团体（都道府县、市町村），根据第283条第1款设立于特别区，根据第252条第20项第4款设立于政令指定都市的行政区，以及根据第291条第4项和第291条第4项设立于广域联合中。
参议院联合选举区中，根据公职选举法从第5条第6项到第5条第10项规定为基础，特别设置了联合选举区选举管理委员会。

### 委员会和委员
依照《地方自治法》：
- 选举管理委员会由4名选举管理委员组成（第181条第2款）
- 选举管理委员必须是具有该自治体选举权的人，品行高尚，对政治和选举具有公正的见解，并在普通地方公共团体议会中进行选举（第182条第1款）
- 任期原则上为4年（第183条第1款）
- 犯有违反《选举法》而被判处刑罚的人将被取消资格（第182条第4款）
- 担任选举管理委员不能同时兼任该普通地方公共团体职务相关事项的个人、其支配人或主要从事同类活动的无限责任合伙公司股东、董事、执行官或审计师等，以及不能担任这些职位或与之相当的人物、支配人和清算人（根据第180条第5项第6款）
- 选举管理委员不能兼任衆議院议员、参議院议员、地方公共团体议会议员或议长、检察官、警察官、税务官以及普通地方公共团体公安委員会委员（第141条第1款、第166条第1款、第182条第7款和第193条）
- 选举管理委员符合以下情况时将被解职（第184条第1款）：
  - 失去该自治体的选举权
  - 担任承包该普通地方公共团体职务相关事项的个人、其支配人或主要从事同类活动的无限责任合伙公司股东、董事、执行官或审计师等，以及不能担任这些职位或与之相当的人物、支配人和清算人
  - 犯有违反选举法而被判处刑罚
- 普通地方公共团体议会可以根据决议罢免选举管理委员，但必须在常设委员会或特别委员会上进行听证。除非按照此规定，否则不得违背意愿罢免委员（第184条第2项）：
  - 如果认为因心身障碍无法履行职责
  - 如果认为选举管理委员在履行职务中存在违反义务等不适合担任选举管理委员的行为
- 选举管理委员会必须从委员中选举出委员长（第187条）

此外，如果能够收集到该自治体三分之一以上的选民签名，可以向地方首长提出罢免选举管理委员的请求（第86条）。如果请求有效，则地方首长将其提交给地方议会，并在议员三分之二的定足数中获得四分之三以上多数同意即可罢免（第87条第1款）。对于罢免请求，在就任后6个月以及地方议会进行罢免投票日起6个月内不得提出（第88条第2款）。

### 事务局
都道府县和市的选举管理委员会设有书记长、书记和其他职员，町、村的选举管理委员会设有书记和其他职员（第191条第1款）。

### 职务
当地方自治体或国家、其他地方自治体和其他公共机构的选举事务和直接请求事务，与地方自治特别法相关的投票事务，以及最高裁判所裁判官国民审查等。

### 广域联合的选举管理委员会
选举管理委员会的组织和任命方法由广域联合的章程规定。(第291条第4项)